# Oasis Montagna di Sopra
L' oasis Montagna Sopra (en italien : Oasi WWF Montagna di Sopra) est un 
espace naturel protégé créée en 1993 dans la province de Bénévent en Campanie,.

## Territoire
C'est une zone montagneuse des Monti Partenio (it), au coeur du parc régional du Partenio 
Elle est située dans une zone spéciale de conservation (ZSC-IT8040006) du réseau Natura 2000. Elle s'étend de 800 m d'altitude jusqu'aux 1 598 m des sommets du massif.
Elle est gérée par la commune de Pannarano avec le soutien du WWF italien.

## Faune
Parmi l'avifaune, on peut observer : buse, épervier, autour des palombes, crécerelle, grand corbeau, milan noir, faucon pèlerin, chouette hulotte, hibou grand-duc. 
Parmi les mammifères, il y a le renard, la belette, la fouine, la martre, le blaireau et, ces dernières années, le loup des Apennins (Canis lupus italicus) est de retour.
Parmi les amphibiens, il existe une sous-espèce particulière de salamandre de feu (Salamandra salamandra).

## Flore
Le territoire de l'Oasis est couvert par une forêt de feuillus de montagne typique des Apennins : hêtre, houx, if, aulne… 
Sur les crêtes on trouve le chêne vert et certaines espèces endémiques comme la Saxifraga granulata, la Viola aethnensis, la Rosa pendulina et le Lilium martagon (symbole de l'oasis).

## Galerie

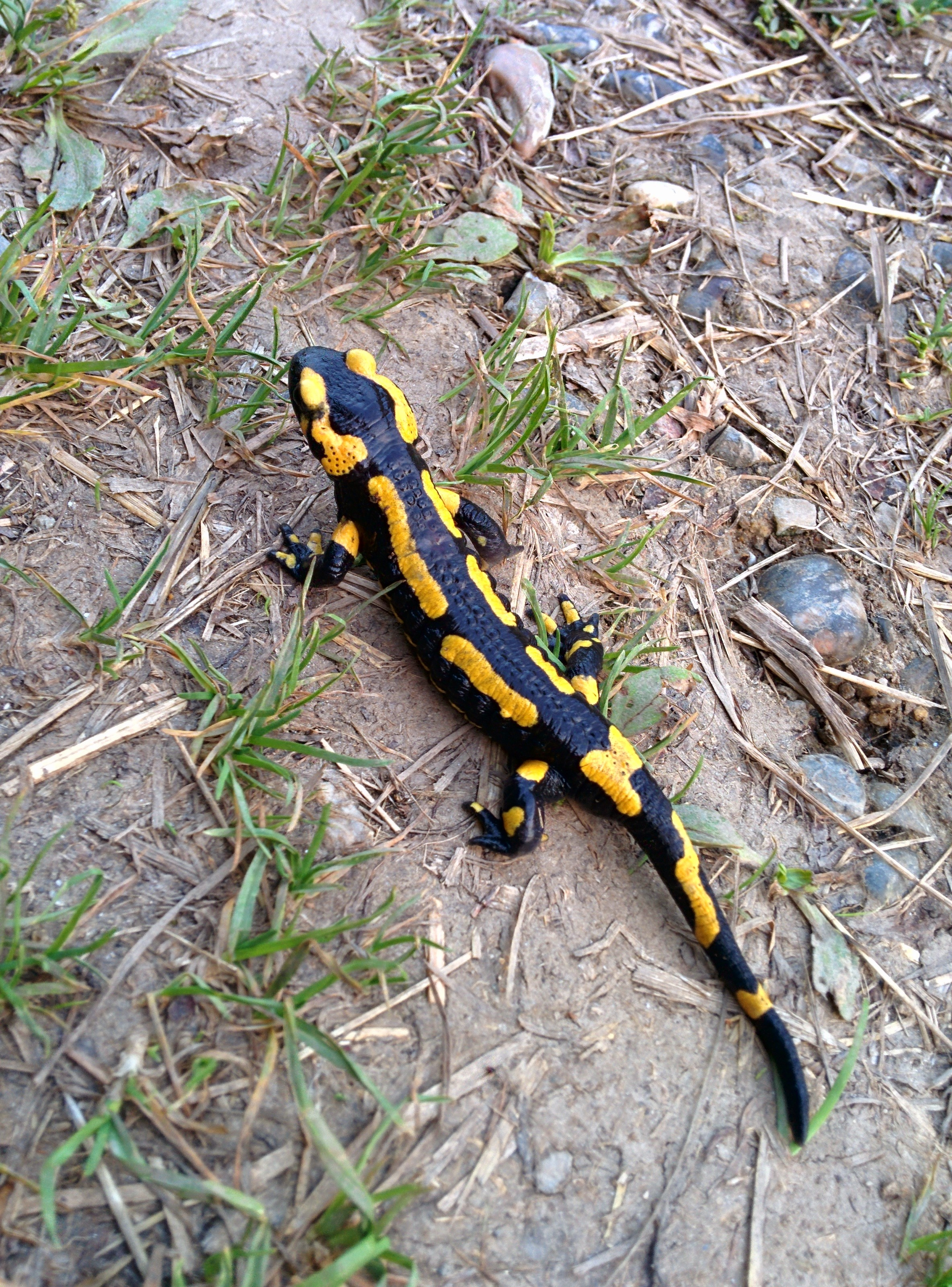
Salamandre de feu.
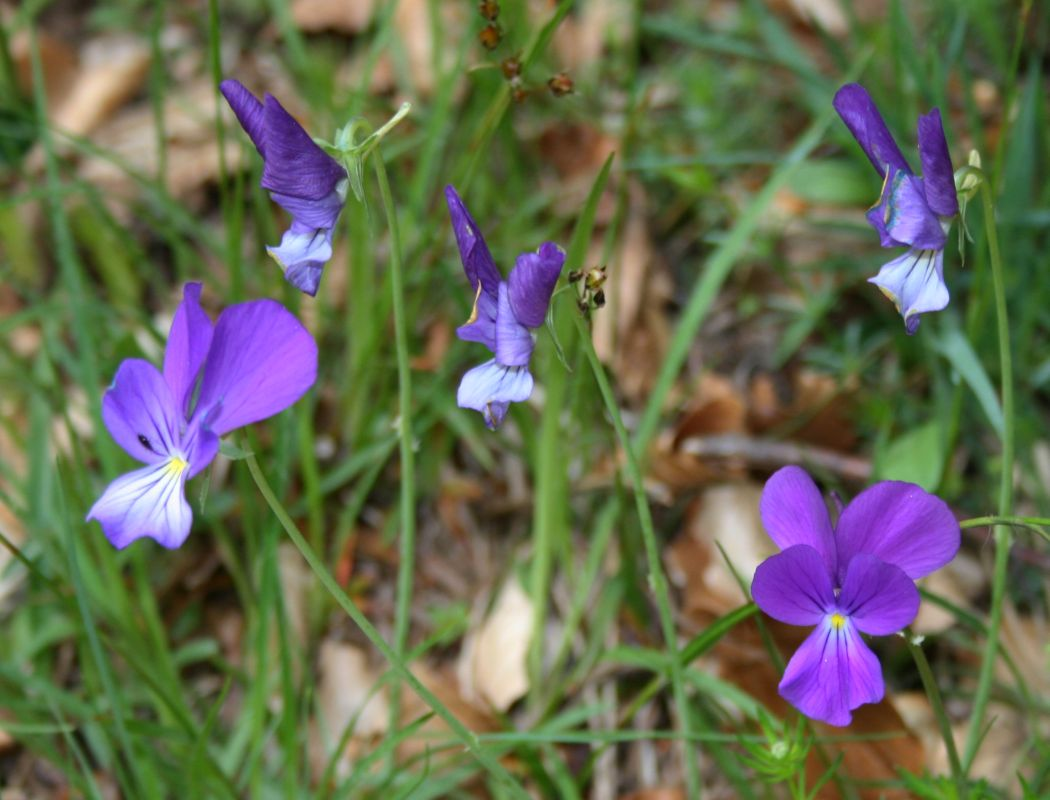
Viola aethnensis.
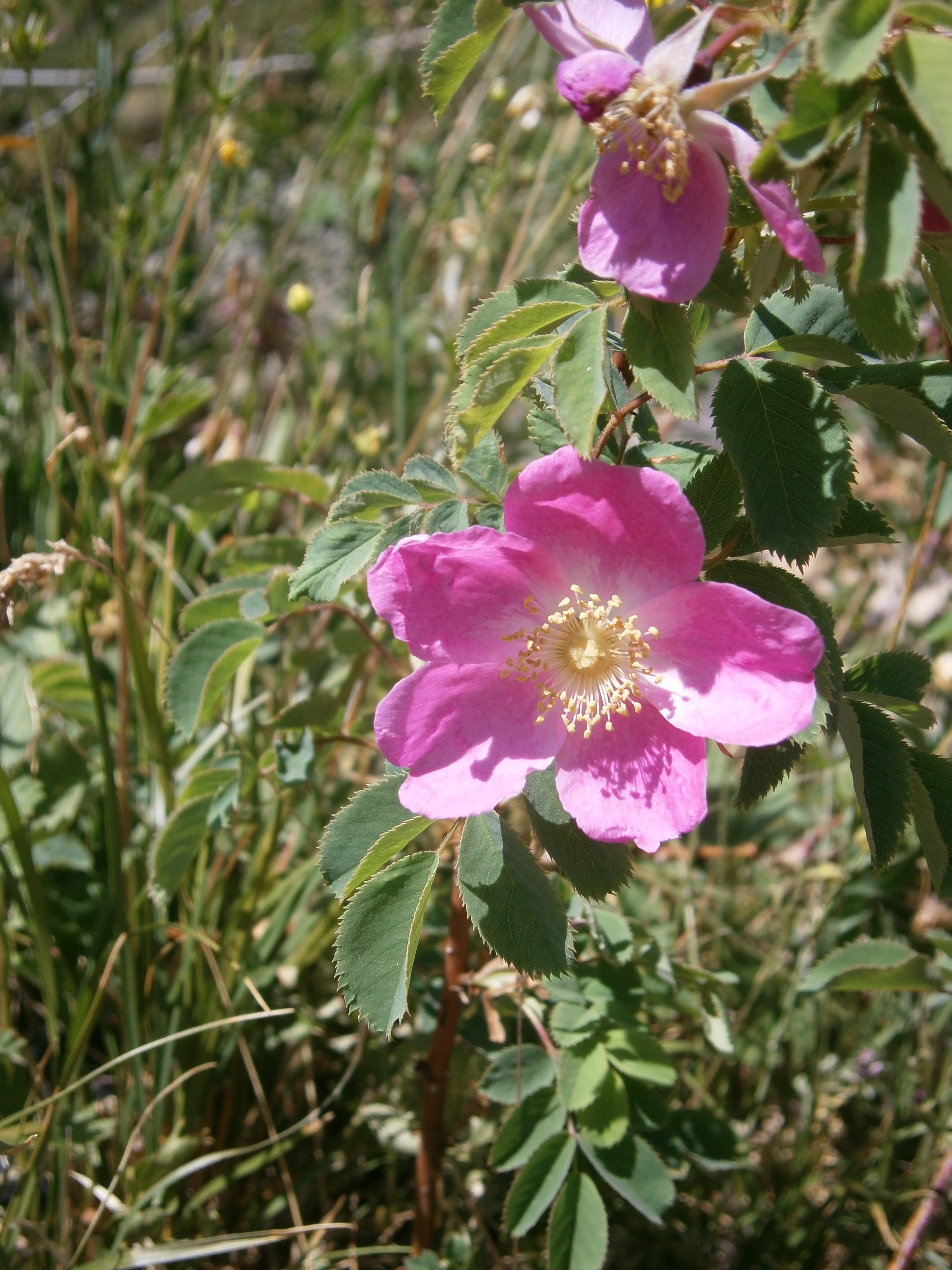
Rosa pendulina.